# El sentido de un final
El sentido de un final (título original en inglés: The Sense of an Ending) es una novela del escritor británico Julian Barnes publicada en 2011. Es la undécima novela de Barnes con su propio nombre, que también ha escrito novela policiaca con el pseudónimo Dan Kavanagh. Publicada por primera vez en Reino Unido el 4 de agosto de 2011, la novela es narrada en primera persona por Tony Webster, un jubilado que rememora cómo él y su pandilla conocieron a Adrian Finn en el instituto y prometieron ser amigos para toda la vida. Cuando un suceso del pasado vuelve a él, Tony reflexiona sobre los caminos que cada uno de ellos ha tomado. En octubre de 2011, El sentido de un final fue galardonado con el Premio Booker; la obra también fue nominada al mes siguiente en los premios Costa Book en la categoría de mejor novela.
En 2017 se estrenó una película que adaptaba la novela. El sentido de un final fue dirigida por Ritesh Batra, con adaptación de Nick Payne, y contaba en el elenco con Michelle Dockery, Emily Mortimer, Jim Broadbent, Charlotte Rampling y Harriet Walter.